# تری‌فلوئورومتیل‌تری‌متیل‌سیلان
تری‌فلوئورومتیل‌تری‌متیل‌سیلان (به انگلیسی: Trifluoromethyltrimethylsilane) یک ترکیب شیمیایی با شناسه پاب‌کم ۵۵۲۵۴۹ است. شکل ظاهری این ترکیب، مایع بی‌رنگ است.